# Salvatorkirche (Bettbrunn)

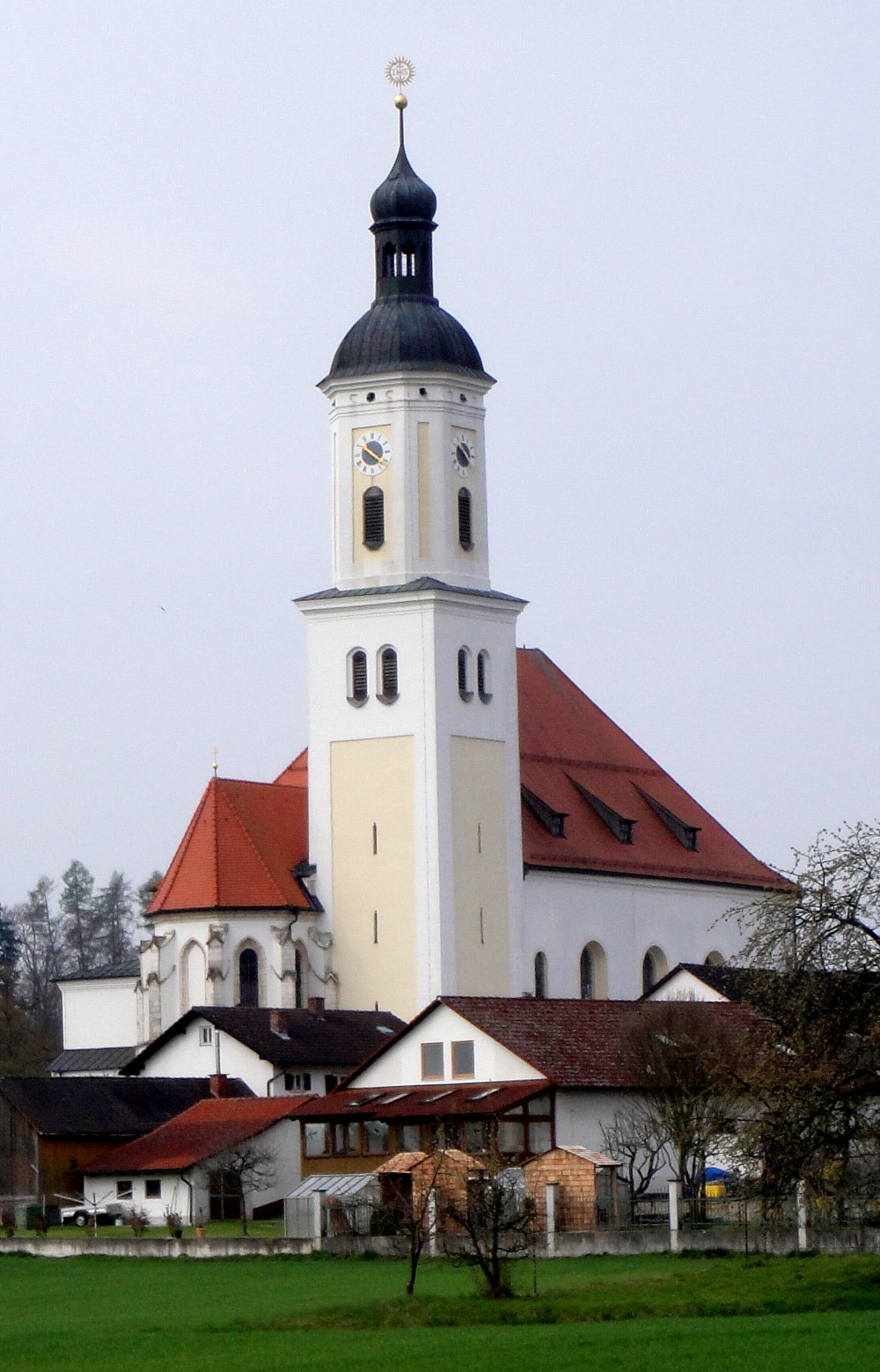
St. Salvator

Die Salvatorkirche (auch: St. Salvator) in Bettbrunn im Landkreis Eichstätt und im Bistum Regensburg ist eine barocke Wallfahrtskirche, die dem Salvator Mundi (lat. = „Erlöser der Welt“, meint Jesus Christus) geweiht ist.

## Wunder
Im Jahre 1125 soll sich der Sage nach, abgedruckt in Engerds Wallfahrtsbüchlein von 1584, folgendes Wunder ereignet haben: Ein Hirte hatte eine geweihte Hostie in seinen Hirtenstab eingebaut. Als ein Gewitter aufzog und das Vieh auseinanderlief, warf er mit seinem Stecken nach den Tieren, woraufhin die Hostie auf den Boden fiel und sich weder vom Hirten noch von einem Priester aufheben ließ. Schließlich kam der Regensburger Bischof Hartwig, dem es gelang, die Hostie zu erheben. Daraufhin wurde über dem Felsen, auf dem die Hostie gelegen war, eine hölzerne Kapelle erbaut. Bettbrunn ist somit die älteste bezeugte bayerische Hostienwallfahrt.

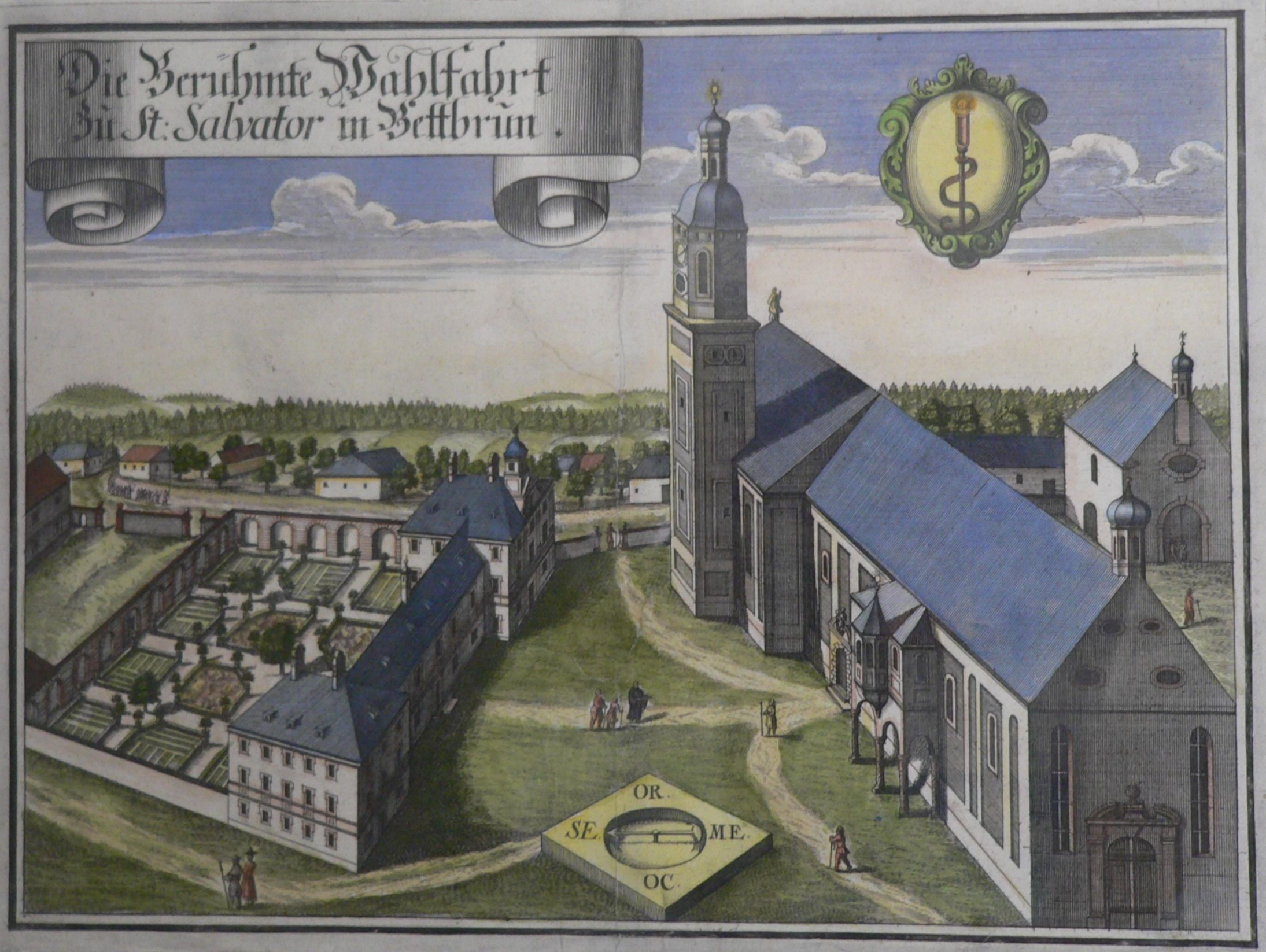
Kirche und Kloster Bettbrunn, Kupferstich von Michael Wening

## Geschichte
1329 brannte das erste hölzerne Kirchlein ab, und mit ihm verbrannte die Hostie von 1125, die auf dem Hochaltar verwahrt worden war. Daraufhin verehrte man ein hölzernes Gnadenbild des hl. Salvators, ein Christusbild, welches den Brand überstanden hatte. Es handelt sich um eine 34 Zentimeter hohe Holzplastik aus der Zeit der Hochromanik (um 1125), Jesus als König darstellend. Das Bildnis wurde in der Barockzeit 1728 mit silbernem Herzen, Szepter und Weltkugel geschmückt. Nach der Zerstörung der Kapelle baute die Regensburger Dombauhütte 1329–39 eine einschiffige gotische Kirche von 37 Meter Länge. Später erfolgten mehreren Erweiterungen. Schließlich riss man 1774 das Langhaus aufgrund seines desolaten Zustandes ab und baute es in breiterer Form wieder auf. Der Baumeister war der kurfürstliche Hofmaurermeister Leonhard Matthäus Gießl aus Wien bzw. München, der die Kirche nach Plänen des Ingolstädter Architekten Veit Haltmayr neu errichtete. Da der alte Chor stehen blieb, musste keine Neukonsekration vorgenommen werden. Die drei Fresken des Langhauses malte 1777 der bayerische Hofmalermeister Christian Wink, der auch das Chordeckenfresko schuf. Der Stuck stammt von 1777 bis 1784 von Franz Xaver Feichtmayr d. J. Trotz des frühen Klassizismus des Stucks lebt die Kircheneinrichtung noch weitgehend vom Barock.
Der im Grundriss quadratische, 70 Meter hohe und damit die Gegend weit beherrschende Kirchturm geht im obersten Geschoss in ein Achteck über; der Kuppelhelm wird von einer Laterne überragt, die von einer Zwiebel bekrönt wird. In dieser Gestalt ist der Turm ein Werk von dem Parlier Johann Baptist Camesino, erbaut 1681–84 nach Plänen von Jakob Engel. 1963/64 musste wegen starker Rissbildung der Schub des Daches durch einen Eisenbeton-Ringanker und zusätzliche Verstrebungen im Dachstuhl abgefangen werden. An einer Renovierung unter Pfarrer und Dekan Geistlicher Rat Gustav Reiß († 1988) wirkten von 1969 bis 1978 32 Firmen mit.

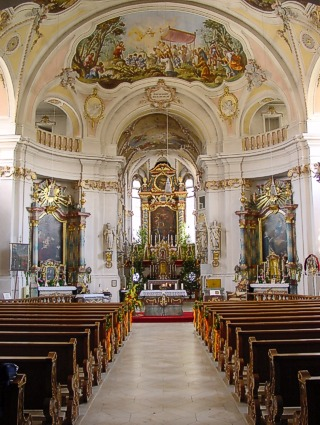
Innenraum der Wallfahrtskirche Bettbrunn

Die Kirche ist heute ein bekannter Wallfahrtsort, zu dem jährlich mehr als 60 Pfarrgemeinden pilgern. Alle 100 Jahre überbringen diese eine Votivkerze, die im Chorraum fest aufgestellt wird. Vor der Säkularisation 1803 befanden sich hier über 300 solche besonders geschmückten und besonders großen Kerzen, von denen bei der Säkularisation über 200 abgingen. Heute sind wieder etwa 240 dieser „Immerkerzen“ vorhanden; die älteste stammt aus Ingolstadt aus dem Jahr 1378.
Die Wallfahrtskirche ist seit 1374 gleichzeitig Pfarrkirche; die Pfarrei wurde seit 1650 von den Augustiner-Eremiten in Ingolstadt betreut, die die Pfarrei 1690 offiziell übertragen bekamen. 1653 errichtete der Bettbrunner Pfarrer Pater Sebastian Fridlin die noch heute bestehende Rosenkranzbruderschaft und 1670 die Erzbruderschaft vom heiligsten Altarsakrament. Die Wallfahrt erfreute sich im Haus Wittelsbach hoher Beliebtheit: Kurfürst Maximilian I. pilgerte im Herbst 1651 noch im Alter von 79 Jahren nach Bettbrunn und verstarb wenig später an einer während der Wallfahrt zugezogenen Erkältung. 1693 und 1743 erfolgten päpstliche Ablassverleihungen. Mit der Säkularisation mussten die Augustiner-Eremiten ihr Kloster in Bettbrunn verlassen. Die Wallfahrten wurden verboten und setzten erst gegen 1860 wieder ein. Heute gehört die Pfarrei zum Dekanat Pförring des Bistums Regensburg. 2006–07 wurde eine umfangreiche Innenrenovierung vorgenommen.
Zu den Kunstwerken der Kirche zählen eine steinerne Salvatorfigur von Georg Vischer von 1526, ein Altarrelief von Ulrich Vischer, 1473 in Ingolstadt gehauen, ein spätgotischer Flügelaltar in der oberen Sakristei, aus Weißendorf stammend, ein Ostensorium mit Agnus-Dei (Lamm Gottes)-Wachsscheibe um 1630, ein Hl. Jakobus d. J. von 1605, eine Rokoko-Madonna Maria vom Siege von 1780, geschnitzte Stuhlwangen und eine bedeutende Krippe, die in der Weihnachtszeit vor einem linken Seitenaltar aufgebaut wird. Zur Ausstattung gehört ferner ein Salvator-Gemälde von 1570, als dessen Urheber zeitweise Lucas Cranach d. J. vermutet wurde, was nach einer eingehenden Untersuchung des Bildes anlässlich einer Restaurierung durch das Bayerische Landesamt für Denkmalpflege 2025 ausgeschlossen wurde. Einige Indizien sprechen dafür, dass Lattanzio Gambara als Künstler in Frage kommt.
Der Ortsname bezog sich ursprünglich als Vebrunn oder Pfebrunn auf einen Ziehbrunnen; erst mit der Wallfahrt nannte das Volk den Ort Betbrunn (1378 so bezeugt). Der Salvatorbrunnen im ältesten Hof des Ortes wurde bei der Säkularisation 1803 abgebrochen. 1974 wurde an der Südseite der Kirche ein neuer Brunnen durch den Bildhauer Barthelmeß, Ingolstadt, errichtet.
Die Kirche wird gegenwärtig von Mitgliedern der Priesterbruderschaft St. Petrus genutzt, die seit dem Jahr 2008 im ehemaligen Pfarrhof eine Niederlassung eingerichtet haben.

## Orgel

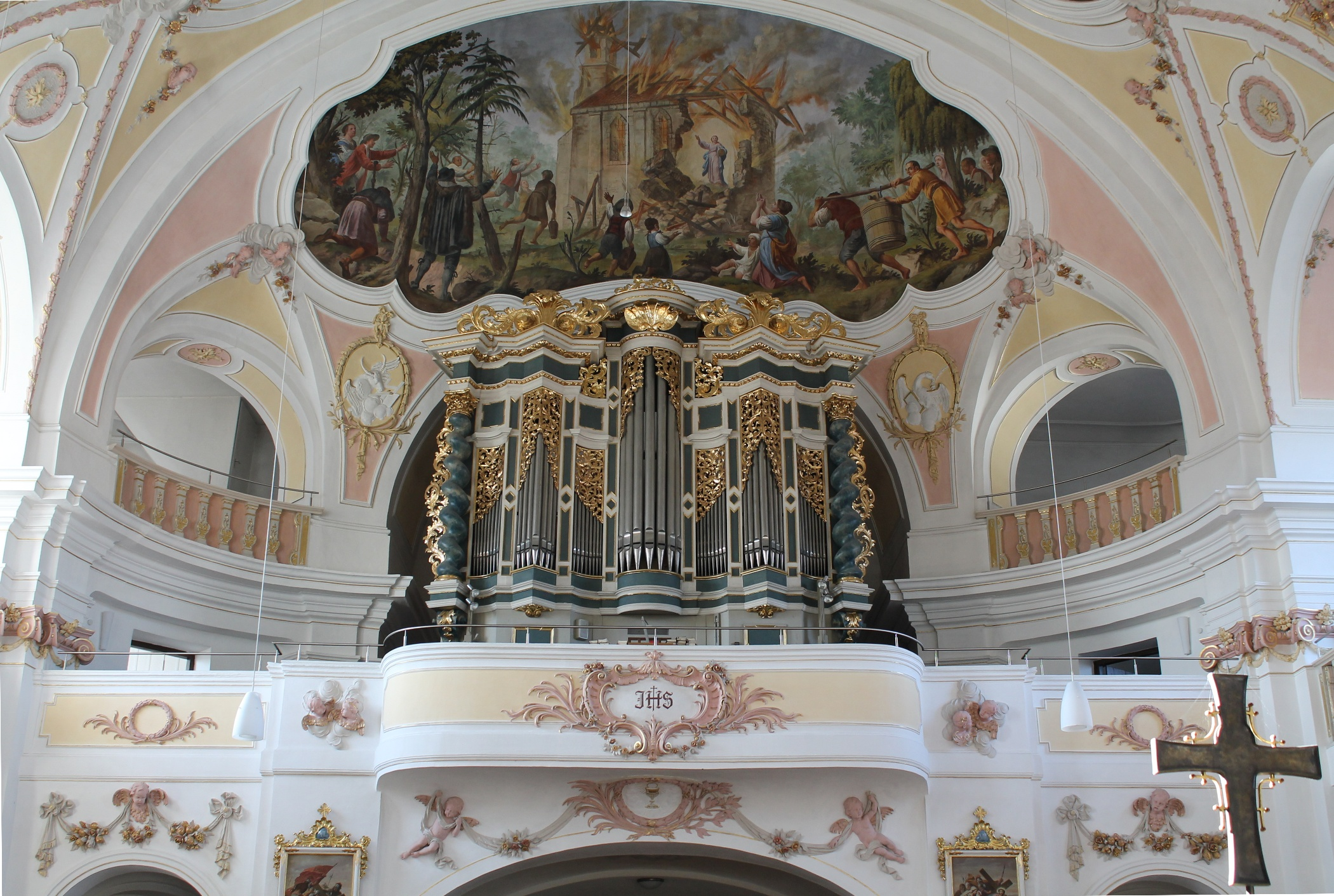
Die Orgel

Die Orgel wurde 1894 von Franz Borgias Maerz als op. 307 gebaut. Dabei sollen Register aus einem Vorgängerinstrument von 1692 von Johann König verwendet worden sein (Zuschreibung fraglich). Der 1780 geschaffene Prospekt stammt von Georg Wagner, Ingolstadt (?). 1970 wurde die Orgel von Ludwig Plößl renoviert und leicht umgebaut. Die heutige Disposition entspricht wieder der von Maerz mit 20 Registern auf zwei Manualen und Pedal, sie wurde von Heribert Heick (Regensburg) rekonstruiert:
| I Manual C–f3 |       |
| Bourdon       | 16′   |
| Prinzipal     | 08′   |
| Gamba         | 08′   |
| Gedeckt       | 08′   |
| Salicional    | 08′   |
| Tibia         | 08′   |
| Gemshorn      | 04′   |
| Octav         | 04′   |
| Superoctav    | 02′   |
| Mixtur        | 2 ⁄3′ |

| II Manual C–f3   |    |
| Lieblich Gedeckt | 8′ |
| Dolce            | 8′ |
| Geigenprinzipal  | 8′ |
| Aeoline          | 8′ |
| Traversflöte     | 4′ |
| Fugara           | 4′ |

| Pedal C–d1 |     |
| Subbaß     | 16′ |
| Violonbaß  | 16′ |
| Octavbaß   | 08′ |
| Cello      | 08′ |

- Koppeln: II/I, I/P
- Spielhilfen: Tutti, Piano, Mezzoforte